# باریجه

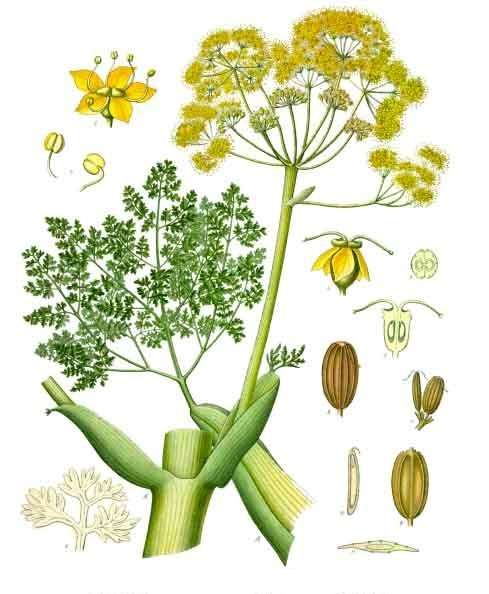
Ferula gummosa

باریجه، کما یا قَسنی که به صمغ آن «بارزَد» و «قنه» هم گفته می شود واصطلاحا به آن مونه ای نیز می گویند. مازندرانی ها به آن جَرَنْ،کردها به آن قسنی،بختیاری ها به آن باریجه، اراکی ها و آشتیانی ها و در مناطقی از تفرش به آن بالانبو و ساکنین کوه دنا به آن انگدون میگویند (نام علمی: Ferula gummosa) گیاهی خودرو از خانواده چتریان می‌باشد. از شیره ریشه آن ماده‌ای معطر گرفته می‌شود که در زبان‌های اروپایی گالبانوم خوانده می‌شود و کاربرد دارویی دارد.در تهیه عطر از این ماده استفاده می‌شود.حالت چرب دارد و سبب ماندگاری عطر می‌شود.

## گیاهشناسی باریجه
در کتب قدیم با نام «انجدان» و در زبان سریانی «انگدان اوگاما» خوانده می‌شد. گیاهی جدا گلبرگ و شامل ۱۵۰ جنس و در حدود ۳۰۰۰۰ گونه می‌باشند. باریجه گیاهی پایا با ساقه ضخیم به ارتفاع ۱ تا ۲ متر و برگ‌هایی به رنگ سبز مایل به خاکستری و پوشیده از تار به طول ۳۰ سانتیمتر بوده، رشد گیاه به صورت روزت بوده و از سن پنج سالگی به بعد با ایجاد ساقه گل دهنده به مرحله زایشی وارد می‌گردد. گیاه باریجه در طول عمر تنها یک بار به گل نشسته و بذر می‌دهد و پس از آن از بین می‌رود. گل‌های آن زرد و مجتمع به صورت چترهای مرکب و عموماً به صورت دستجات فراهم در قسمت‌های فوقانی ساقه ظاهر می‌گردد. میوه بیضی شکل و دراز به طول ۲/۱۲ تا ۲/۱۵ میلی‌متر و عرض ۸/۵ تا ۸/۶ میلی‌متر می‌باشد که کناره آن باریک‌تر از نصف قسمت محتوای دانه می‌باشد.

## بهره‌برداری از باریجه
این گیاه در مناطق کوهستانی مرکزی و شمال شرق ایران می‌روید. ریشهٔ آن در زمین مانند چغندر قند و به رنگ قهوه‌ای مایل به سیاه است. با بریدن لایه‌ای نازک از این ریشه مایعی صمغ مانند به رنگ شیر بیرون می‌زند که در اثر گذشت زمان که در اصطلاح «مدار» خوانده می‌شود به زرد و سپس قرمز تغییر رنگ می‌دهد. ابزارهایی که برای بهره‌برداری از این گیاه استفاده می‌شود عبارتست از: تتیشه برای کندن پای آن که در اصطلاح به این عمل «پاورداری» گفته می‌شود. تیغی دسته دار و به شکل داس با دسته‌ای چوبی و بلند به اندازهٔ ۴۰ سانتیمتر برای بریدن لایه‌ای نازک از روی ریشه که در اصطلاح اهل فن بِبُرّی (با تشدید را) خوانده می‌شود. پیش بند برای بستن جلوی سینه مثل پیش بند آشپزخانه برای جلوگیری از چسبیدن شیرهٔ گیاه به لباس در حین برداشت آن؛ و کالتیک قوطی حلبی برای انباشتن شیرهٔ قرمز شدهٔ گیاه و انتقال آن به حلب‌های ۲۰ کیلویی. شیرهٔ گیاه که پس از برداشتن لایهٔ نازک برون زده‌است و با گذشت چند روز رنگ آن به زرد و سرخ تغییر کرده با وسیله‌ای به نام «کارد» که ملاقه مانند و بادستهٔ چوبی کوتاه است از روی بدنه ریشه برداشته شده و باز با ببری لایه‌ای دیگر بریده می‌شود. پس از چند روز شیرهٔ بیرون آمده تغییر رنگ داده عمل گرفتن آن از سر گرفته می‌شود. بریدن‌ها و گرفتن‌ها تا جایی که در ریشهٔ گیاه شیر باشد ادامه میابد. فصل انجام این کار از اواخر بهار تا پایان تابستان است. نام محلی آن در زبان مردم آباده، اقلید، بیدک و یعقوب آباد استان فارس، قاسنی (بر وزن کاسنی) است؛ و به کسانی که شغل باریجه‌گیری دارند قاسنی‌زن گفته می‌شود. صمغ آن بویی خوش دارد و آتش‌گیر است.
برخی دیگر از نامهای قدیم و جدید آن: به فارسی بارْزَد (نیز به صورتهای بیرْزَد/ بیرْژَد / بیرْزَه / بیْرژَه / بیْرزَی؛ ولی مؤلف برهان قاطع بارْزَد را معرّب بیرزد دانسته‌است)، وَشا / وِشا، و جز اینها (به زبان عامّة اندلس؛ ابن بیطار، ج ۴، ص)

## مشخصات
صمغی است با نام علمی Ferula golbaniflua و نام انگلیسی آن galbanum از خانواده Umbelliferae بر اثر شکافی که بر روی ساقه گیاه بوجود می‌آورند یا در اثر نیش حشرات شیره آن خارج شده و در مجاورت هوا سفت شده به رنگ زرد، قهوه‌ای یا سبز بدست می‌آید. شیره این گیاه شبیه انغوزه‌است.